# أسامة شيتة
أسامة شيتة (ولد في 31 أكتوبر 1996) هو لاعب كرة قدم جزائري يلعب مع اتحاد الجزائر في الرابطة الجزائرية المحترفة الأولى ومنتخب الجزائر الأولمبي لكرة القدم تحت 23 عاما. كان يلعب بصورة رئيسية كلاعب وسط.

## المهنية
هو أحد نتاجات نادي مولودية الجزائر الشباب، أول ظهور له مع النادي كان في آذار / مارس 2014 وكان في السابعة عشرة من عمره عندما دخل بديلا في الشوط الثاني حيث فازوا بنتيجة 1-0 في المباراة على أولمبي الشلف.

## روابط خارجية
- أسامة شيتة على موقع قاعدة بيانات كرة القدم.إي يو (الإنجليزية)
- أسامة شيتة على موقع ناشيونال فوتبول تيمز (الإنجليزية)
- أسامة شيتة على موقع Soccerway.com (الإنجليزية)